# Numero di Zeisel
Un numero di Zeisel, così chiamato in onore di Helmut Zeisel, è un numero intero privo di quadrati k che possiede almeno tre fattori primi in progressione aritmetica. I fattori in questione cadono nella sequenza
{\displaystyle p_{x}=ap_{x-1}+b}
Dove a e b sono delle costanti intere e x è l'indice di ciascun fattore primo nella fattorizzazione, in ordine dal più piccolo al più grande. Per determinare i numeri di Zeisel, {\displaystyle p_{0}=1}. I primi numeri di Zeisel sono
105, 1419, 1729, 1885, 4505, 5719, 15387, 24211, 25085, 27559, 31929, 54205, 59081, 114985, 207177, 208681, 233569, 287979, 294409, 336611, 353977, 448585, 507579, 982513, 1012121, 1073305, 1242709, 1485609, 2089257, 2263811, 2953711, … 
Ad esempio, 1729 è un numero di Zeisel con costanti a = 1 e b = 6, mentre i suoi fattori primi sono 7, 13 e 19, che cadono nella sequenza
{\displaystyle {\begin{aligned}p_{1}=7,&{}\quad p_{1}=1p_{0}+6\\p_{2}=13,&{}\quad p_{2}=1p_{1}+6\\p_{3}=19,&{}\quad p_{3}=1p_{2}+6\end{aligned}}}
1729 è un esempio di numero di Carmichael del tipo {\displaystyle (6n+1)(12n+1)(18n+1)}, che soddisfa la sequenza {\displaystyle p_{x}=ap_{x-1}+b} con a= 1 e b = 6n, così che ogni numero di Carmichael esprimibile in forma (6n+1)(12n+1)(18n+1) sia un numero di Zeisel.
Altri numeri di Carmichael di questo tipo sono: 294409, 56052361, 118901521, 172947529, 216821881, 228842209, 1299963601, 2301745249, 9624742921, …